# NGC 960
NGC 960 este o liner situată în constelația Balena. A fost descoperită în 1886 de către Francis Leavenworth. Se află la o distanță de 56,75 de megaparseci de Pământ.